# The Great American Bash (2008)
The Great American Bash (2008) — pay-per-view шоу федерации рестлинга World Wrestling Entertainment (WWE), ставшее пятым ежегодным шоу в линейке Great American Bash. Прошло 20 июля 2008 года в «Нассау Ветеранз Мемориал Колизеум» (Юниондейл, штат Нью-Йорк, США). Шоу представляло все три бренда WWE: Raw, SmackDown!, и ECW.
Главным событием шоу стал поединок Трипл Эйча против Эджа за титул чемпиона WWE, который выиграл Triple H, проведя свой фирменный приём Педигри и защитил свой титул. Главным событием от бренда RAW стал поединок за титул чемпиона мира в тяжелом весе между Батистой и СМ Панком, который закончился двойной дисквалификацией, что позволило Панку остаться чемпионом. Всего за шоу прошло 9 поединков, из которых 5 титульных. Трижды титул был защищён, и два раза сменил владельца.

## Результаты

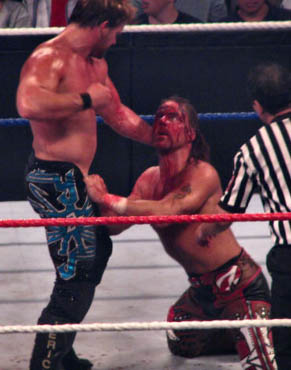
Крис Джерико избивает Шона Майклза

| #                                | Поединки                                                                                               | Условия                                                    | Время      |
| -------------------------------- | --- | ---------------------------------------------------------- | ---------- |
| Тёмный                           | Умага победил Мистера Кеннеди                                                                          | Поединок один на один.                                     | Неизвестно |
| 1                                | Курт Хокинс и Зак Райдер победили Джонна Морриссона и Миза (c), Джесси и Фестуса и Финли и Хорнсвоггла | Четырёхсторонний поединок за титул Командных чемпионов WWE | 09:04      |
| 2                                | Шелтон Бенджамин победил Мэтта Харди (c)                                                               | Поединок за титул чемпиона США                             | 10:36      |
| 3                                | Марк Хенри (c) (с Тони Атласом) победил Томми Дримера (с Колином Дэлайни)                              | Поединок за титул чемпиона ECW                             | 05:30      |
| 4                                | Крис Джерико победил Шона Майклза                                                                      | Поединок один на один                                      | 18:20      |
| 5                                | Мишель Маккул победила Наталью                                                                         | Поединок за determine the inaugural WWE Divas Champion     | 04:39      |
| 6                                | Матч СМ Панка (c) против Батисты закончился обоюдной дисквалификацией                                  | Поединок за титул чемпиона мира в тяжёлом весе             | 11:09      |
| 7                                | Джон Лэйфилд победил Джона Сину                                                                        | Поединок «New York City Parking Lot Brawl»                 | 15:36      |
| 8                                | Triple H (c) победил Эджа                                                                              | Поединок за титул чемпиона WWE                             | 16:45      |
| (c) — чемпион на момент поединка | |                                                            |            |